# Atroponitril
Atroponitril is een onverzadigd aromatisch nitril.

## Synthese
Atroponitril kan geproduceerd worden door de reactie van benzylcyanide met formaldehyde op een sterk basische katalysator, gevolgd door pyrolyse van het reactieproduct.
Een andere bereiding is de ammoxidatie van α-methylstyreen, dit is de reactie van α-methylstyreen met ammoniak en zuurstof uit de lucht, gebruikmakend van een katalysator (met name uranium-antimoon-oxides).

## Toepassing
Atroponil is een intermediaire stof in de synthese van andere verbindingen en kan gebruikt worden als comonomeer in speciale polymeren.